# 10547 Yosakoi
10547 Yosakoi (1992 JF) là một tiểu hành tinh vành đai chính được phát hiện ngày 2 tháng 5 năm 1992 bởi T. Seki ở Geisei.